# Tiruttani
Tiruttani es una ciudad y municipio situada en el distrito de Tiruvallur en el estado de Tamil Nadu (India). Su población es de 44781 habitantes (2011). Se encuentra a 36 km de Tiruvallur y a 81 km de Chennai.

## Demografía
Según el censo de 2011 la población de Tiruttani era de 44781 habitantes, de los cuales 22353 eran hombres y 22428 eran mujeres. Tiruttani tiene una tasa media de alfabetización del 84,06%, superior a la media estatal del 80,09%: la alfabetización masculina es del 90,88%, y la alfabetización femenina del 77,34%.

## Clima
| Parámetros climáticos promedio de Thiruttani (1981–2010, extremes 1975–2009) | Parámetros climáticos promedio de Thiruttani (1981–2010, extremes 1975–2009) | Parámetros climáticos promedio de Thiruttani (1981–2010, extremes 1975–2009) | Parámetros climáticos promedio de Thiruttani (1981–2010, extremes 1975–2009) | Parámetros climáticos promedio de Thiruttani (1981–2010, extremes 1975–2009) | Parámetros climáticos promedio de Thiruttani (1981–2010, extremes 1975–2009) | Parámetros climáticos promedio de Thiruttani (1981–2010, extremes 1975–2009) | Parámetros climáticos promedio de Thiruttani (1981–2010, extremes 1975–2009) | Parámetros climáticos promedio de Thiruttani (1981–2010, extremes 1975–2009) | Parámetros climáticos promedio de Thiruttani (1981–2010, extremes 1975–2009) | Parámetros climáticos promedio de Thiruttani (1981–2010, extremes 1975–2009) | Parámetros climáticos promedio de Thiruttani (1981–2010, extremes 1975–2009) | Parámetros climáticos promedio de Thiruttani (1981–2010, extremes 1975–2009) | Parámetros climáticos promedio de Thiruttani (1981–2010, extremes 1975–2009) |
| Mes                                                                          | Ene.                                                                         | Feb.                                                                         | Mar.                                                                         | Abr.                                                                         | May.                                                                         | Jun.                                                                         | Jul.                                                                         | Ago.                                                                         | Sep.                                                                         | Oct.                                                                         | Nov.                                                                         | Dic.                                                                         | Anual                                                                        |
| ---------------------------------------------------------------------------- | ---------------------------------------------------------------------------- | ---------------------------------------------------------------------------- | ---------------------------------------------------------------------------- | ---------------------------------------------------------------------------- | ---------------------------------------------------------------------------- | ---------------------------------------------------------------------------- | ---------------------------------------------------------------------------- | ---------------------------------------------------------------------------- | ---------------------------------------------------------------------------- | ---------------------------------------------------------------------------- | ---------------------------------------------------------------------------- | ---------------------------------------------------------------------------- | ---------------------------------------------------------------------------- |
| Temp. máx. abs. (°C)                                                         | 35.0                                                                         | 39.6                                                                         | 41.6                                                                         | 45.2                                                                         | 48.6                                                                         | 46.0                                                                         | 44.0                                                                         | 41.0                                                                         | 39.6                                                                         | 40.0                                                                         | 35.8                                                                         | 34.8                                                                         | 48.6                                                                         |
| Temp. máx. media (°C)                                                        | 30.5                                                                         | 32.8                                                                         | 35.5                                                                         | 38.2                                                                         | 40.5                                                                         | 37.9                                                                         | 35.9                                                                         | 34.9                                                                         | 34.4                                                                         | 32.5                                                                         | 30.2                                                                         | 29.4                                                                         | 34.4                                                                         |
| Temp. mín. media (°C)                                                        | 17.3                                                                         | 18.9                                                                         | 21.0                                                                         | 24.2                                                                         | 26.1                                                                         | 25.9                                                                         | 24.6                                                                         | 24.0                                                                         | 23.6                                                                         | 22.5                                                                         | 20.8                                                                         | 18.9                                                                         | 22.3                                                                         |
| Temp. mín. abs. (°C)                                                         | 10.0                                                                         | 11.4                                                                         | 14.0                                                                         | 17.0                                                                         | 18.8                                                                         | 20.0                                                                         | 18.0                                                                         | 19.6                                                                         | 19.8                                                                         | 16.0                                                                         | 13.0                                                                         | 11.0                                                                         | 10.0                                                                         |
| Lluvias (mm)                                                                 | 16.0                                                                         | 15.6                                                                         | 9.7                                                                          | 33.1                                                                         | 56.7                                                                         | 70.4                                                                         | 114.2                                                                        | 113.2                                                                        | 222.0                                                                        | 157.4                                                                        | 229.9                                                                        | 98.8                                                                         | 1136.9                                                                       |
| Días de lluvias (≥ 1 mm)                                                     | 0.9                                                                          | 0.7                                                                          | 0.3                                                                          | 1.7                                                                          | 3.2                                                                          | 4.6                                                                          | 7.8                                                                          | 6.9                                                                          | 9.0                                                                          | 8.8                                                                          | 8.0                                                                          | 4.4                                                                          | 56.3                                                                         |
| Humedad relativa (%)                                                         | 59                                                                           | 52                                                                           | 45                                                                           | 45                                                                           | 44                                                                           | 49                                                                           | 56                                                                           | 58                                                                           | 64                                                                           | 70                                                                           | 74                                                                           | 70                                                                           | 57                                                                           |
| Fuente: India Meteorological Department                                      |                                                                              |                                                                              |                                                                              |                                                                              |                                                                              |                                                                              |                                                                              |                                                                              |                                                                              |                                                                              |                                                                              |                                                                              |                                                                              |